# Shikun & Binui

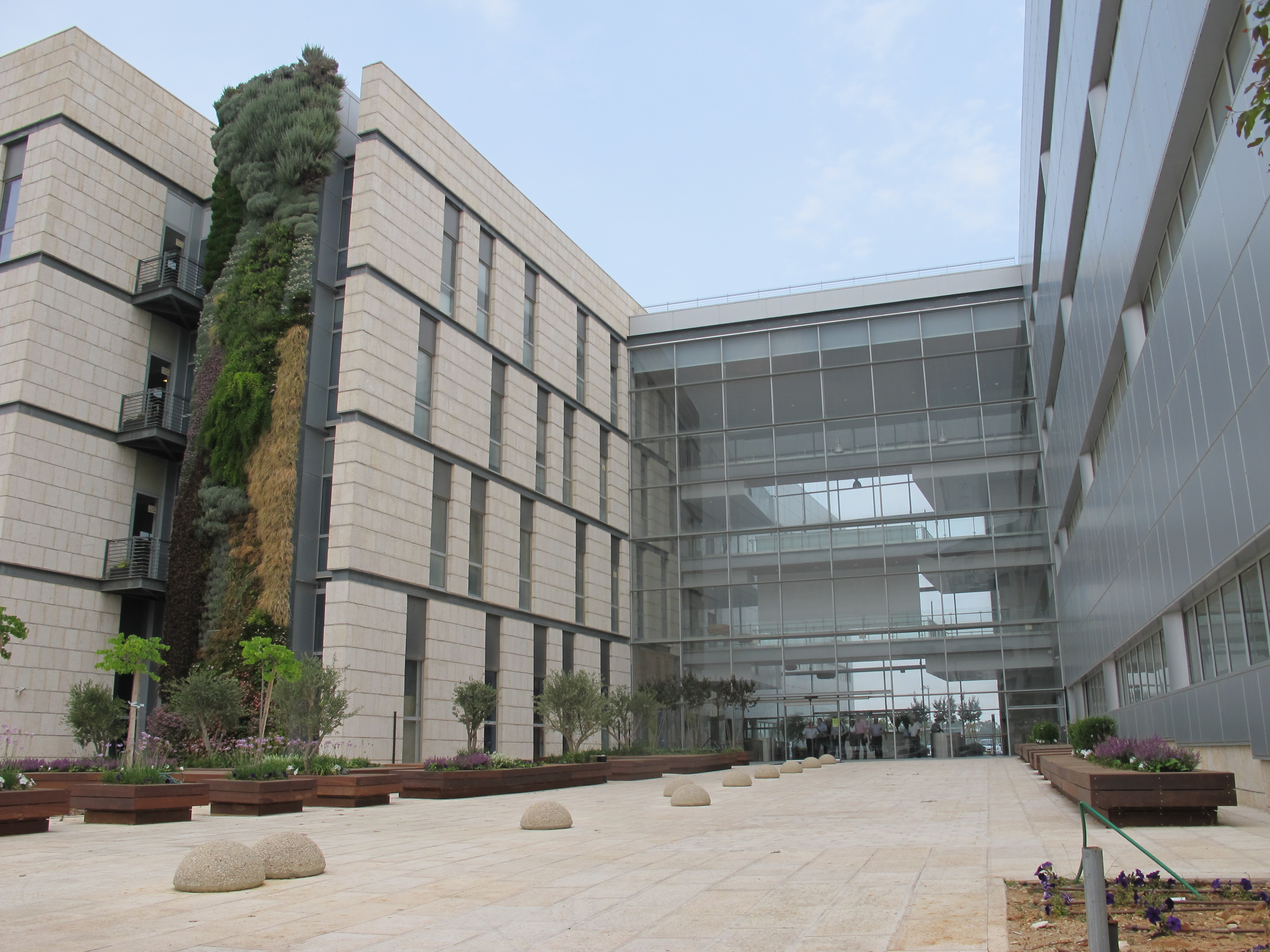

Shikun & Binui (hebräisch שִׁכּוּן וְבִּנּוּי Schikkūn ūVinnūj, deutsch ‚Wohnungsbeschaffung und Bebauung‘, Plene: שיכון ובינוי; TASE: SKBN) ist eine globale Unternehmensgruppe mit Sitz in Israel, die über Tochtergesellschaften in Geschäften wie Infrastruktur, Immobilien, Energie und Konzessionen tätig ist. Die Tochtergesellschaften von Shikun & Binui sind in mehr als zwanzig Ländern auf der ganzen Welt tätig. Das Unternehmen erwirtschafte im Jahr 2022 mit 9,192 Mitarbeitern einen Umsatz von 7,7 Milliarden NIS.

## Geschichte
Solel Boneh (hebräisch סוֹלֵל בּוֹנֶה Sōlel Bōneh, deutsch ‚Pflastern[d] Bauen[d]‘) wurde von der Histadrut 1924 mit dem Ziel gegründet, den neuen Staat Israel aufzubauen. Es etablierte sich schnell als das größte Bauunternehmen in Palästina. Erste Projekte waren zum Beispiel der Bau des Wasserkraftwerks am Jordan in Naharajim, die Pflasterung von Hauptstraßen in ganz Israel und der Bau des ersten Gebäudes der Hebräischen Universität Jerusalem. Diese Projekte zogen Hunderte von Neueinwanderern aus ganz Europa an, die frisch von den Schiffen kamen.
Im Laufe der Jahre hat Solel Boneh eine zentrale Rolle bei der Verwirklichung der Ziele der jüdischen Gemeinschaft in Palästina gespielt. Eines der wichtigsten Projekte des Unternehmens war der Bau von 52 befestigten jüdischen Landwirtschaftssiedlungen im Rahmen der Turm-und-Palisaden-Siedlung zwischen 1936 und 1939. Die Anlagen wurden später zu Kibbuzim oder Moschavim und zu israelischen Gemeinden.
1958 ermutigte Premierministerin Golda Meir Solel Boneh, seine Aktivitäten auf Afrika auszuweiten, um die Ressourcen in den afrikanischen Ländern zu unterstützen und sagte später: "Ich betrachte Solel Boneh als ein erstklassiges nationales Instrument."
1955 beschloss die israelische Regierung, ein ständiges Gebäude für die Knesset in Jerusalem zu bauen. Solel Boneh erhielt zusammen mit der Tochtergesellschaft Even Sid den Zuschlag für den Bau. Der Bau dauerte neun Jahre (1958–1966).
Im Rahmen der Privatisierung der Vermögenswerte der Histadrut wurden die Aktien des Unternehmens in einer exklusiven Transaktion an die Mitarbeiter verkauft. Das Geschäft wurde durch Garantien von Ted Arison ermöglicht, der im Gegenzug 15 % der Unternehmensanteile und das Recht auf den Erwerb aller später von der Arison-Gruppe verkauften Aktien erhielt. Nach der Übernahme durchlief Shikun & Binui einen intensiven Umstrukturierungsprozess, der schnell zu Ergebnissen führte: Shikun & Binui wurde wieder zum größten Bauunternehmen in Israel. Zu den Projekten, an denen das Unternehmen damals beteiligt war, gehörten der Bau des Naturschutzgebiets von Sichron Jaʿaqov, der Kesem Junction – einschließlich acht Überführungen –, das Club Hotel Eilat, das Hyatt Regency Hotel am Toten Meer und das David Intercontinental Hotel in Tel Aviv.
2008 war Shikun & Binui das erste Unternehmen in Israel, das den freiwilligen Green-Building-Standard als verbindliche, interne Norm annahm. Heute werden alle Wohnungsbauprojekte in Israel nach dem lokalen Standard für grünes Bauen, IS 5281, geplant und gebaut. Das Wohnbauprojekt Chalomot Tzuqei  HaSchmurah (חֲלוֹמוֹת צוּקֵי הַשְּׁמוּרָה) im Stadtteil Ir Yamim in Netanja ist das erste Projekt seiner Art in Israel, das nach dem Gold-Standard des strengen amerikanischen Umweltstandards LEED gebaut wurde. Das Projekt ist so konzipiert, dass Wind und Sonne optimal genutzt werden, um Energie zu sparen, und umfasst eine verbesserte Wärmedämmung, die dazu beiträgt, dass in den Wohnungen das ganze Jahr über ein ausgeglichenes und angenehmes Klima herrscht.